# Kanstancin Siucou
Kanstancin Siucou (białorus. Канстанцін Сіўцоў, ur. 9 sierpnia 1982 w Homlu) – białoruski kolarz szosowy.
5 września 2018 UCI poinformowała, że w organizmie kolarza wykryto EPO.

## Najważniejsze osiągnięcia
2002
- 2. miejsce w mistrzostwach Białorusi (jazda indywidualna na czas)
- 3. miejsce w mistrzostwach Białorusi (start wspólny)

2003
- 2. miejsce w mistrzostwach Białorusi (start wspólny)
- 3. miejsce w mistrzostwach Białorusi (jazda indywidualna na czas)

2004
- 1. miejsce w mistrzostwach świata (do lat 23, start wspólny)
- 2. miejsce w Volta Ciclista Internacional a Lleida
- 3. miejsce w Giro Internazionale del Valdarno

2006
- 1. miejsce w mistrzostwach Białorusi (start wspólny)
- 2. miejsce w Subida al Naranco
- 3. miejsce w GP Artigianato Carnaghese
- 4. miejsce w Wyścigu Pokoju
  - 1. miejsce na 5. etapie

2007
- 2. miejsce w Giro dell’Appennino
- 3. miejsce w Grand Prix Città' di Camaiore
- 3. miejsce w Tre Valli Varesine

2008
- 1. miejsce w Tour de Georgia
  - 1. miejsce na 6. etapie
- 16. miejsce w Tour de France

2009
- 1. miejsce na 1. (jazda druż. na czas) i 8. etapie Giro d’Italia

2010
- 1. miejsce na 1. etapie Vuelta a España (jazda druż. na czas)

2011
- 1. miejsce w mistrzostwach Białorusi (jazda indywidualna na czas)
- 2. miejsce w mistrzostwach Białorusi (start wspólny)
- 9. miejsce w Giro d’Italia
  - 1. miejsce na 1. etapie (jazda drużynowa na czas)

2013
- 1. miejsce na 2. etapie Giro del Trentino
- 1. miejsce w mistrzostwach Białorusi (jazda indywidualna na czas)
- 3. miejsce w mistrzostwach świata (wyścig drużynowy na czas)

2014
- 1. miejsce w mistrzostwach Białorusi (jazda indywidualna na czas)

2016
- 1. miejsce w mistrzostwach Białorusi (jazda indywidualna na czas)
- 1. miejsce w mistrzostwach Białorusi (start wspólny)
- 10. miejsce w Giro d’Italia

2018
- 1. miejsce w Tour of Croatia
  - 1. miejsce na 3. etapie